# پیتر هرمان (بازیکن فوتبال)
فرانتس-پیتر هرمان (به آلمانی: Franz-Peter Hermann) مربی و بازیکن بازنشستهٔ فوتبال اهل آلمان متولد ۲۲ مارس ۱۹۵۲ می‌باشد که در تیم‌های شاخص آلمانی همچون بایر لورکوزن، شالکه ۰۴، آلمانیا آخن و هامبورگ بازی کرده‌است. وی در زمینهٔ مربیگری نیز در تیم‌های مشهوری چون بایرن مونیخ (بعنوان دستیار یوپ هاینکس)، بایر لورکوزن (بعنوان استعدادیاب، سرمربی موقت و دستیار)، بایر لورکوزن ۲ (سرمربی)، شالکه ۰۴ (دستیار)، نورنبرگ (دستیار)، هامبورگ (دستیار) و فورتونا دوسلدورف (سرمربی) خدمت کرده‌است. او در دوران بازی خود برای بایر لورکوزن موفق شد در ۲۱۵ بازی ۳۲ گل به ثمر برساند.